# Kalabrija
Kalabrija (italijansko Calabria, kalabrijsko Calabbria, grško-kalabrijsko Kalavrìa, arbereško Kalabrì) je polotok na jugu Italije oz. Apeninskega polotoka in obenem ena od dvajsetih dežel, ki sestavljajo Italijo. Glavno mesto je Catanzaro, največje pa Reggio di Calabria. Na severu meji z deželo Bazilikata, na zahodu s Tirenskim morjem (od zaliva Policastro na severu preko južnejšega zaliva Svete Eufemije), na vzhodu z Jonskim morjem (Tarantski zaliv in južneje bisteno manjši zaliv Squillace), na jugu pa jo Mesinska ožina loči od Sicilije. Deli se na pet pokrajin: Catanzaro (80 občin), Cosenza (155 občin), Crotone (27 občin), metropolitansko mesto Reggio Calabria (97 občin), Vibo Valentia (50 občin) in šteje slaba 2 milijona prebivalcev. Pod Kalabrijo spadata tudi dva majhna otoka blizu tirenske obale, in sicer Isola di Dino in Isola di Cirella.

## Zemljepisna lega in podnebje
Regija je splošno znana kot prst italijanskega polotoka in je dolg in ozek polotok, ki se razteza od severa proti jugu v dolžini 248 km, z največjo širino 110 km. Približno 42 % površine Kalabrije, kar ustreza 15.080 km2, je goratih, 49 % hribovitih, medtem ko ravnine zavzemajo le 9 % ozemlja regije. Obdaja jo Jonsko in Tirensko morje. Od Sicilije ga loči Mesinski preliv, kjer je najožja točka med Capo Peloro na Siciliji in Punta Pezzo v Kalabriji le 3,2 km.
Gorovje je znano pod skupnim imenom Kalabrijske gore, saj je po sestavu pretežno granitno in torej ne spada k Apeninom. Ravninski svet ob vznožju gora, posebno jonska obala, je ilovnat in sljudast, torej neprimeren za obdelovanje. Prisotne so tri gorske verige: Pollino, La Sila in Aspromonte, vsaka s svojo floro in favno. Gorovje Pollino na severu regije je razgibano in tvori naravno pregrado, ki ločuje Kalabrijo od preostale Italije. Deli območja so močno gozdnati, drugi pa so prostrane, z vetrom pobrane planote z malo vegetacije. Te gore so dom redke vrste bosanskega bora (Pinus heldreichii) in so vključene v narodni park Pollino, ki je največji narodni park v Italiji in obsega 1925,65 kvadratnih kilometrov.
Osrednja je visoka planota imenovana La Sila, ki je bila imenovana Veliki gozd Italije, je popolnoma prekrita z gozdovi. Je velika gorata planota približno 1200 m  nad morsko gladino in se razteza na skoraj 2000 km2 vzdolž osrednjega dela Kalabrije. Najvišja točka je Botte Donato, ki doseže 1928 m. Območje se ponaša s številnimi jezeri in gostimi iglastimi gozdovi. La Sila ima tudi nekaj najvišjih dreves v Italiji, ki se imenujejo Velikani Sile in lahko dosežejo do 40 m višine. Narodni park La Sila je znan tudi kot najčistejši zrak v Evropi.
Na skrajnem jugu jo zapira Aspromonte, ki je sorazmerno nizko. Najvišji vrhovi so: Pollino (2271 m), Monte Botte Donato (1928 m) in Montalto (1955 m) in skoraj neobljudeno gorovje, od leta 1994 narodni park. Edini večji reki sta Crati in Neto. Značilnost dežele so fiumare, ki so vodni tokovi brez določenega izvira: vodo jim nasi nešteto manjših potokov in več obdobnih velikih slapov, ki jih zgodaj spomladi ustvarja kopneči sneg. Zaradi strmih pobočij, ki pogojujejo dolžino tokov in strmec, se fiumare globoko zarežejo v skale in izdolbejo prave kanjone. Zadnji del fiumar, že blizu izliva, je pa široka in plitva struga, posejana z gruščem in peskom. Veliko je umetnih jezer, večina na področju Sile.
Večina nižjega ozemlja v Kalabriji je bila stoletja kmetijska in prikazuje avtohtono grmičevje ter uvedene rastline, kot je kaktus opuncija. Najnižja pobočja so bogata z vinogradi in sadovnjaki citrusov, vključno s citronom Diamante (Citrus medica cv. diamante). Višje se pojavljajo oljke in kostanji, v višjih legah pa so pogosti gosti gozdovi hrasta, bora, bukve in jelke.

### Podnebje
Podnebje Kalabrije je pod vplivom morja in gora. Sredozemsko podnebje je značilno za obalna območja s precejšnjimi razlikami v temperaturi in količini padavin med letnimi časi, s povprečno najnižjo temperaturo 8 °C v zimskih mesecih in povprečno najvišjo 30 °C v poletnih mesecih. Gorska območja imajo značilno gorsko podnebje s pogostim sneženjem pozimi. Neenakomerno obnašanje Tirenskega morja lahko povzroči obilno deževje na zahodnih pobočjih regije, medtem ko vroč zrak iz Afrike naredi vzhodno obalo Kalabrije suho in toplo. Gore, ki potekajo vzdolž regije, prav tako vplivajo na podnebje in temperaturo regije. Vzhodna obala je veliko toplejša in ima širši temperaturni razpon kot zahodna obala. Geografija regije povzroča več dežja vzdolž zahodne obale kot tiste na vzhodni obali, ki se pojavlja predvsem pozimi in jeseni ter manj v poletnih mesecih.
Obstajata sta dva skrajna tipa podnebja v Kalabriji, topli sredozemski podtip na obali in visokogorsko podnebje Monte Scuro.
- Klif pri Tropei
- Narodni park Pollino
- Narodni park La Sila

### Geologija
Kalabrija se običajno šteje za del Kalabrijskega loka, geografskega območja v obliki loka, ki se razteza od južnega dela dežele Bazilikata do severovzhoda Sicilije in vključuje gorovje Peloritano (čeprav nekateri avtorji to področje razširijo od Neaplja na severu do Palerma na jugozahodu). Kalabrijsko območje kaže osnovo (kristalinske in metamorfne kamnine) paleozojske in mlajše starosti, ki jo pokrivajo (večinoma zgornje) neogenske usedline. Študije so pokazale, da te kamnine sestavljajo zgornji del kupa narivnih plošč, ki prevladujejo nad Apenini in Sicilijanskim Magrebidom.
V neogenskem razvoju osrednjega sredozemskega sistema prevladuje selitev Kalabrijskega loka proti jugovzhodu, ki preglasi Afriško ploščo in njene rte.) Glavni tektonski elementi Kalabrijskega loka so južni Apeninski pas gub in narivov, Calabria-Peloritani ali preprosto Kalabrijski blok in zgibni in potisni pas sicilijanskih Magrebidov. Območje predzemlja tvorita Apulijska plošča, ki je del Jadranske plošče, in Raguška ali Iblejska plošča, ki sta podaljšek Afriške plošče. Te plošče ločuje Jonski bazen. Tirenski oceanizirani bazen velja za zadnji ločni bazen. Ta subdukcijski sistem torej kaže, da se južne plošče afriške afinitete subducirajo pod severne plošče evropske afinitete.
Geologijo Kalabrije preučujejo že več kot stoletje. Prejšnja dela so bila posvečena predvsem razvoju kletnih kamnin tega območja. Neogenske sedimentne sukcesije so bile obravnavane le kot post-orogensko polnilo neotektonskih napetostnih značilnosti. Sčasoma pa je mogoče opaziti premik v časovnem pomenu teh izrazov, od post-eocena do post-zgodnjega miocena do post-srednjega pleistocena.
Območje je potresno aktivno in se na splošno pripisuje ponovni vzpostavitvi ravnovesja po zadnji (srednji pleistocenski) deformacijski fazi. Nekateri avtorji menijo, da proces subdukcije še vedno poteka, kar je predmet razprave.

## Zgodovina
Kalabrija ima enega najstarejših zapisov o prisotnosti človeka v Italiji, ki segajo okoli 700.000 pr. n. št., ko se je razvila vrsta Homo erectus, ki je pustila sledi okoli obalnih območij. V obdobju kamene dobe paleolitika so ljudje ustvarili Bos Primigenius, figuro bika na pečini, ki sega približno 12.000 let nazaj v jami Romito v mestu Papasidero. Ko je nastopilo obdobje neolitika, so bile prve vasi ustanovljene okoli leta 3500 pr. n. št..

### Antika
Okoli leta 1500 pr. n. št. se je v regiji naselilo pleme, imenovano Oenotri ('obdelovalci trte'). Stari viri trdijo, da so bili Grki, ki jih je v regijo vodil njihov kralj Enotrus. Vendar se domneva, da so bili starodavno italsko ljudstvo, ki je govorilo italski jezik. V 8. in 7. stoletju pred našim štetjem so grški naseljenci ustanovili številne kolonije (naselbine) na obali južne Italije. V Kalabriji so ustanovili Chone (Pallagorio), Cosentia (Cosenza), Clampetia (Amantea), Scyllaeum (Scilla), Sybaris (Sibari), Hipponion (Vibo Valentia), Locri Epizephyrii (Locri), Kaulon (Monasterace), Krimisa (Cirò Marina), Kroton (Crotone), Laüs (občina Santa Maria del Cedro), Medma (Rosarno), Metauros (Gioia Tauro), Petelia (Strongoli), Rhégion (Reggio Calabria), Scylletium (Borgia), Temesa (Campora San Giovanni), Terina (Nocera Terinese), Pandosia (Acri) in Thurii, (Thurio, občina Corigliano Calabro).
Rhegion je bil rojstni kraj enega od slavnih devetih lirskih pesnikov, Ibika in Metaur pa je bil rojstni kraj Stesihorja, ki je bil med prvimi liriki zahodnega sveta. Kroton je med starodavnimi olimpijskimi in drugimi panhelenskimi igrami rodil številne zmagovalce. Med najbolj znanimi sta bila Milon iz Krotona, ki je zmagal na šestih rokoborskih tekmovanjih na šestih olimpijskih igrah zapored, skupaj s sedmimi tekmovanji na Pitijskih igrah, devetih tekmovanjih na Nemejskih igrah in desetih tekmovanjih na Istmskih igrah, ter Astil iz Krotona, ki je zmagal na šestih tekmovanjih v teku na treh olimpijskih igrah zapored. Po Alkmajonu iz Krotona (filozof in medicinski teoretik) in Pitagora (matematik in filozof), ki sta se leta 530 pr. n. št. preselila v Kroton, je mesto postalo znano središče filozofije, znanosti in medicine. Grki iz Sibarisa so ustvarili Intelektualno lastnino. Sibariti so ustanovili vsaj 20 drugih kolonij, vključno s Pozejdonijo (Pestum v latinščini, na tirenski obali Lukanije), Laüsom (na meji z Lukanijo) in Scidrosom (na Lukanski obali v Tarantskem zalivu). Locri je bil znan po tem, da je bil mesto, kjer je Zaleuk ustvaril prvi zahodnogrški zakon, Lokrijski zakonik in rojstni kraj starodavnega epigramista in pesnika Nosisa.
Grška mesta v Kalabriji so bila pod pritiskom Lukanijcev, ki so osvojili severni del Kalabrije in se prodrli naprej proti jugu ter zavzeli del notranjosti, verjetno potem, ko so leta 390 pr. n. št. pri Laüsu premagali Turijce. Nekaj desetletij pozneje so Brutijci izkoristili oslabelost grških mest zaradi vojn med njimi in zavzeli Hiponij, Terino in Turije. Brutijci so pomagali Lukancem v boju proti Aleksandru Epirskemu (334–32 pr. n. št.), ki je prišel na pomoč Tarentu (v Apuliji), na katerega so prav tako pritiskali Lukanijci. Po tem je Agatoklej iz Sirakuz s svojo floto opustošil obalo Kalabrije, zavzel Hiponij in Brutijce prisilil v neugodne mirovne pogoje. Vendar so kmalu spet zavzeli Hiponij. Po Agathlocesovi smrti leta 289 pr. n. št. so Lukanijci in Brutijci prodrli na ozemlje Thurii in ga opustošili. Mesto je leta 285 pr. n. št. in 282 pr. n. št. poslalo odposlance v Rim, da bi prosilo za pomoč. Ob drugi priložnosti so Rimljani poslali vojsko v garnizijo mesta. To je bil del epizode, ki je sprožila Pirovo vojno.

### Romanizacija
Na začetku 3. stoletja pr. n. št. so bila mesta južne Italije, ki so bila zavezniki Samnitov, še vedno neodvisna, vendar so neizogibno prišla v konflikt zaradi nenehne širitve Rima, saj njihova širitev v srednji in severni Italiji ni bila zadostna, da bi zagotovila nova obdelovalna zemljišča, ki so jih potrebovali.

#### Pirova vojna
Med Pirovo vojno (280–275 pr. n. št.) so se Lukanci in Bruti postavili na Pirovo stran in zagotovili kontingente, ki so se borili z njegovo vojsko.
Potem ko je bil Pir na koncu poražen, so se Bruti, da bi se izognili rimskemu maščevanju, prostovoljno podredili in odpovedali polovici Sile, gorate planote, dragocene zaradi smole in lesa. Rim si je s pogodbami z mesti podredil južno Italijo.

#### Punske vojne
Med drugo punsko vojno (218–201 pr. n. št.) so se Bruti povezali s Hanibalom, ki je v Kalabrijo poslal Hana, enega od svojih poveljnikov. Hano je z brutskimi vojaki dvakrat odkorakal proti Capui (v Kampaniji), da bi jih odpeljal do Hanibalovega glavnega štaba, vendar je bil obakrat poražen. Ko je njegova akcija v Italiji zašla v slepo ulico, se je Hanibal zatekel v Kalabrijo, katere strme gore so varovale pred rimskimi legijami. Ustanovil je svoj sedež v Krotonu in tam ostal štiri leta, dokler ni bil odpoklican v Kartagino. Rimljani so z njim bojevali bitko pri Krotonu, podrobnosti pa niso znane. Mnoga kalabrijska mesta so se predala Rimljanom  in Kalabrija je bila postavljena pod vojaškega poveljnika.

### Rimska doba
Skoraj desetletje po vojni so Rimljani ustanovili kolonije v Kalabriji: v Tempsi in Krotonu (Croto v latinščini) leta 194 pr. n. št., Copiae na ozemlju Thurii (Thurium v latinščini) leta 193 pr. n. št. in Vibo Valentia na ozemlju Hiponiona leta 192 pr. n. št..
Od 3. stoletja pr. n. št. se je ime Kalabrija imenovalo jadransko obalo polotoka Salento v sodobni Apuliji. V poznem 1. stoletju pred našim štetjem se je to ime razširilo na celoten Salento, ko je rimski cesar Avgust razdelil Italijo na regije in je bila sodobna Kalabrija znana kot Regio III Lucania et Bruttii.
Po plenjenju Rima leta 410 je Alarik I. (kralj Vizigotov) odšel v Kalabrijo z namenom odpluti v Afriko. Zbolel je za malarijo in umrl v Cosentii (Cosenza), verjetno zaradi vročine. Legenda pravi, da je bil skupaj z rimskim zakladom pokopan pod strugo reke Busento.
Prihod Rimljanov v 3. stoletju je odvzel grški koloniji oblast in ekonomsko samostojnost, ne pa kulture. Slavna grška preteklost je zapustila neizbrisne posledice. Še dandanes se na primer ponekod v Kalabriji govori jezik (imenovan »grecano«), ki sloni na antični grščini. 

### Srednji vek
S padcem zahodnega dela Rimskega cesarstva leta 476 je Italijo prevzel germanski poglavar Odoaker in je pozneje leta 489 postala del Ostrogotskega kraljestva. Ostrogotski kralji so uradno vladali kot Magistri Militum bizantinskih cesarjev, vse vladne in upravne položaje pa so imeli Rimljani, medtem ko je vse primarne zakone izdal bizantinski cesar. Zato so lahko bili v 6. stoletju pod vladavino Ostrogotov Rimljani še vedno v središču vlade in kulturnega življenja, kot je bil Rimljan Kasiodor, ki je tako kot Boetij in Simah postal eden najvidnejših mož svojega časa. Bil je upravitelj, politik, učenjak in zgodovinar, rojen v Scylletiumu (blizu Catanzara). Večino svoje kariere je porabil za premostitev ločnic med Vzhodom in Zahodom, grško in latinsko kulturo, Rimljani in Goti ter uradnim krščanstvom in arijskim krščanstvom, ki je bilo oblika krščanstva Ostrogotov in je bilo prej prepovedano. V Scylletiumu je postavil svoj Vivarij (samostan). Nadziral je zbiranje treh izdaj Svetega pisma v latinščini. Ker je videl praktičnost združitve vseh svetopisemskih knjig v enem zvezku, je bil prvi, ki je izdelal latinske Biblije v enem samem zvezku. Najbolj znan med njimi je bil Codex Grandior, ki je bil prednik vseh sodobnih zahodnih Biblij.
Kasiodor je bil v središču uprave Ostrogotskega kraljestva. Teoderik Veliki ga je postavil za quaestor sacri palatii (kvestor svete palače, višja pravna oblast) leta 507, guvernerja Lukanije in Brutija, konzula leta 514 in magister officiorum (mojster pisarn, eden najvišjih upravnih uradnikov) leta 523. Bil je pretorski prefekt (glavni minister) pod Teoderikovimi nasledniki: pod Atalarikom (Teodorikov vnuk, vladal 526–534) leta 533 in med letoma 535 in 537 pod Teodahadom (Teodorikov nečak, vladal 534–536) in Vitigezom (Teodorikov vnuk, vladal 536–540). Glavna Kasiodorjeva dela, poleg omenjenih biblij, sta bili Historia Gothorum, zgodovina Gotov, Varie in poročilo o njegovi upravni karieri ter Institutiones divinarum et saecularium litterarum, uvod v študij svetih spisov in svobodnih umetnosti, ki je bil zelo vpliven v srednjem veku.
Bizantinski (vzhodnorimski) cesar Justinijan I. je ponovno zavzel Italijo od Ostrogotov med letoma 535 in 556. Kmalu so med letoma 568 in 590 izgubili velik del Italije v korist Langobardov, vendar so obdržali jug približno 500 let do leta 1059–1071, kjer so uspevali in kjer je bil grški jezik uradni in ljudski jezik. V Kalabriji so mesta, kot sta Stilo in Rossano ter San Demetrio Corone, dosegla velik verski status. Od 7. stoletja je bilo v dolinah Amendolea in Stilaro zgrajenih veliko samostanov, Stilo pa je bil cilj puščavnikov in bazilijskih menihov. V regiji je še vedno videti veliko bizantinskih cerkva. Cerkev iz 10. stoletja v Rossanu skupaj s cerkvijo 'dvojčico' Sant'Adriano v San Demetrio Corone (ustanovljena 955, ki so jo Normani obnovili na še vedno vidnih temeljih prejšnje bizantinske cerkve) sodi med najbolje ohranjene bizantinske cerkve v Italiji. Obe je zgradil sv. Nil mlajši kot zatočišče za menihe, ki so živeli v lehnjakovih jamah pod njimi. Sedanje ime Kalabrije izhaja iz vojvodine Kalabrije.
Okoli leta 800 so Saraceni začeli vdirati na obale Kalabrije in skušali Bizantincem iztrgati nadzor nad tem območjem. Ta skupina Arabcev je že bila uspešna na Siciliji in je vedela, da je Kalabrija še ena ključna točka. Prebivalci Kalabrije so se zaradi varnosti umaknili v gore. Čeprav Arabci nikoli niso zares dobili trdnjave v celotni Kalabriji, so nadzorovali nekatere vasi, medtem ko so krepili trgovinske odnose z vzhodnim svetom. Leta 918 so Saraceni zavzeli Reggio (ki se je preimenoval v Rivà), številne njegove prebivalce pa so zadržali za odkupnino ali jih držali ujetnike kot sužnje. V tem času arabskih vpadov so številne jedi današnje kalabrijske kuhinje prišle v modo: na primer citrusi in jajčevci. Uvedene so bile tudi eksotične začimbe, kot so nageljnove žbice in muškatni orešček.
Pod bizantinsko oblastjo, med koncem 9. in začetkom 10. stoletja, je bila Kalabrija ena prvih regij Italije, ki je v Evropo uvedla proizvodnjo svile. Po Andréju Guillouju so murve za proizvodnjo surove svile v južno Italijo prinesli Bizantinci konec 9. stoletja. Okoli leta 1050 je imela tema Kalabrija 24.000 murv, ki so jih gojili zaradi njihovega listja, njihovo število pa se je povečevalo.
V začetku 10. stoletja (ok. 903) so mesto Catanzaro zasedli muslimanski Saraceni, ki so ustanovili emirat in prevzeli arabsko ime قطنصار – Qaṭanṣār. Arabsko prisotnost dokazujejo najdbe na nekropoli iz 8. stoletja, kjer so bili predmeti z arabskimi napisi. Okoli leta 1050 se je Catanzaro uprl prevladi Saracenov in se za kratek čas vrnil pod bizantinsko oblast.
V 1060-ih so Normani pod vodstvom brata Roberta Guiscarda, Rogerija I. Sicilskega, vzpostavili prisotnost v tem mejnem ozemlju in organizirali vlado po vzoru Vzhodnega rimskega cesarstva, ki so jo vodili lokalni magnati iz Kalabrije. Omeniti je treba, da so Normani vzpostavili svojo prisotnost tukaj, v južni Italiji (namreč v Kalabriji), 6 let pred njihovo osvojitvijo Anglije (glej Bitka pri Hastingsu). Namen te strateške prisotnosti v Kalabriji je bil postaviti temelje za križarske vojne 30 let kasneje in za ustanovitev dveh kraljestev: Jeruzalemskega kraljestva in Sicilije. Ladje bi plule iz Kalabrije v Sveto deželo. Zaradi tega je Kalabrija postala ena najbogatejših regij v Evropi, saj so si princi iz plemiških družin Anglije, Francije in drugih regij, na poti v Sveto deželo, tu zgradili sekundarne rezidence in palače. Guiscardov sin Bohemond, ki se je rodil v San Marco Argentano, bi bil eden od voditeljev v prvi križarski vojni. Posebej velja omeniti Via Francigena, starodavno romarsko pot, ki vodi od Canterburyja do Rima in južne Italije ter doseže Kalabrijo, Bazilikato in Apulijo, kjer so križarji živeli, molili in se urili.
Leta 1098 je papež Urban II. imenoval Rogerija I. Sicilskega za enakovrednega apostolskega legata. Njegov sin Rogerij II. Sicilski je kasneje postal prvi kralj Sicilije in ustanovil tisto, kar je kasneje postalo kraljevina Sicilija, ki je trajalo skoraj 700 let. Pod Normani je bila južna Italija združena v eno regijo in je začela fevdalni sistem lastništva zemlje, v katerem so Normani postali gospodarji zemlje, medtem ko so kmetje opravljali vsa dela na zemlji.
Leta 1147 je Rogerij II. Sicilski napadel Korint in Tebe, dve pomembni središči bizantinske proizvodnje svile, zajel tkalce in njihovo opremo ter ustanovil lastne svilarne v Kalabriji, kar je povzročilo razcvet normanske industrije svile.
Leta 1194 je Friderik II. Hohenstaufen prevzel nadzor nad regijo, potem ko je kraljestvo podedoval od svoje matere Konstance, kraljice Sicilije. Ustvaril je kraljestvo, ki je mešalo kulture, filozofijo in običaje ter zgradil več gradov, medtem ko je utrdil obstoječe, ki so jih prej zgradili Normani. Po smrti Friderika II. leta 1250 je Kalabrijo nadzorovala kapetska hiša Anžu, pod vladavino Karla I. Anžujskega, potem ko mu je papež Klemen IV. podelil krono Sicilskega kraljestva. Leta 1282 je Kalabrija pod Karlom Anžujskim postala domena novoustanovljenega Neapeljskega kraljestva in ne več kraljevine Sicilije, potem ko je izgubil Sicilijo zaradi upora imenovanega Sicilske večernice.[64] V 14. stoletju se bo pojavil Barlaam iz Seminare, ki bo Petrarkov učitelj grščine, in njegov učenec Leonzio Pilato, ki bo prevajal Homerjeva dela za Giovannija Boccaccia.
Medtem ko je gojenje murve naredilo prve korake v severni Italiji, je svila, izdelana v Kalabriji, dosegla vrh 50 % celotne italijanske/evropske proizvodnje. Ker je bilo gojenje murve v severni in celinski Evropi težavno, so trgovci in operaterji v Kalabriji kupovali surovine za dokončanje izdelkov in njihovo nadaljnjo prodajo po boljši ceni. Genovski svilarji so za izdelavo žameta uporabljali fino kalabrijsko svilo. Zlasti s svilo iz Catanzara je bila oskrbovana skoraj vsa Evropa in so jo na velikem tržnem sejmu prodajali španskim, beneškim, genovskim, florentinskim in nizozemskim trgovcem. Catanzaro je postal čipkarska prestolnica Evrope z velikim obratom za vzrejo sviloprejk, ki je proizvajal vse čipke in perilo, ki se uporablja v Vatikanu. Mesto je bilo znano po proizvodnji svile, žameta, damasta in brokata.

### Zgodnje novoveško obdobje
V 15. stoletju je Catanzaro izvažal tako svojo svileno tkanino kot svoje tehnične veščine na sosednjo Sicilijo. Do sredine stoletja je predenje svile v Catanzaru potekalo v velikem obsegu.
Leta 1442 so Aragonci prevzeli oblast pod Alfonzom V. Aragonskim, ki je postal vladar pod Aragonsko krono. Leta 1501 je Kalabrija prišla pod nadzor Ferdinanda II. Aragonskega, čigar žena, kraljica Izabela I. Kastiljska, je znana po pokroviteljstvu prvega potovanja Krištofa Kolumba leta 1492. Kalabrija je pod aragonsko vladavino močno trpela zaradi visokih davkov, sprtih veleposestnikov, lakote in bolezni. Po kratkem obdobju v zgodnjih 1700-ih pod Habsburžani je Kalabrija leta 1735 prešla pod nadzor španskih Burbonov. V 16. stoletju je Kalabrija prispevala k moderni svetovni zgodovini, ko je kalabrijski zdravnik in astronom Luigi Lilio ustvaril gregorijanski koledar.
Leta 1466 se je kralj Ludvik XI. Francoski odločil razviti nacionalno industrijo svile v Lyonu in poklical veliko število italijanskih delavcev, predvsem iz Kalabrije. Slava tkalskih mojstrov iz Catanzara se je razširila po vsej Franciji in bili so povabljeni v Lyon, da bi poučevali tehnike tkanja. Leta 1470 je eden od teh tkalcev, v Franciji znan kot Jean Le Calabrais, izumil prvi prototip statve tipa Jacquard. Predstavil je novo vrsto stroja, ki je lahko hitreje in natančneje obdelal prejo. Skozi leta so se statve nenehno izboljševale.
Španski kralj Karel V. Habsburški je leta 1519 formalno priznal rast industrije svile v Catanzaru, tako da je mestu dovolil ustanovitev konzulata svilarske obrti, zadolženega za urejanje in preverjanje različnih stopenj proizvodnje, ki je cvetela v 16. stoletju. V trenutku ustanovitve svojega ceha je mesto razglasilo, da ima več kot 500 statev. Do leta 1660, ko je mesto imelo okoli 16.000 prebivalcev, je njegova svilnarska industrija imela 1000 statev in vsaj 5000 ljudi zaposlenih. Svilene tkanine iz Catanzara se niso prodajale samo na trgih kraljestva, ampak so jih izvažali tudi v Benetke, Francijo, Španijo in Anglijo.
V 16. stoletju je Kalabrijo zaznamoval močan demografski in gospodarski razvoj, predvsem zaradi vse večjega povpraševanja po svilenih izdelkih in hkratne rasti cen, in je postala eden najpomembnejših sredozemskih trgov za svilo.
Leta 1563 je filozof in naravoslovec Bernardino Telesio napisal O naravi stvari po njihovih lastnih načelih in bil pionir zgodnjega modernega empirizma. Vplival bi tudi na dela Francisa Bacona, Renéja Descartesa, Giordana Bruna, Tommasa Campanelle in Thomasa Hobbesa. Leta 1602 je filozof in pesnik Tommaso Campanella napisal svoje najbolj znano delo Mesto sonca (La città del Sole) in bo kasneje branil Galilea Galileija med njegovim prvim sojenjem s svojim delom Zagovor Galileja, ki je bilo napisano leta 1616 in objavljeno leta 1622. Leta 1613 je filozof in ekonomist Antonio Serra napisal Kratko razpravo o bogastvu in revščini narodov in je bil pionir v merkantilistični tradiciji.
V 17. stoletju je proizvodnja svile v Kalabriji začela trpeti zaradi močne konkurence novonastalih konkurentov na italijanskem polotoku in v Evropi (Francija), pa tudi vse večjega uvoza iz Otomanskega cesarstva in Perzije.
Ustanovitev zgodovinskega italijansko-albanskega kolegija in knjižnice leta 1732 s strani papeža Klemena XII.. leta 1794 prenesena iz San Benedetto Ullano v San Demetrio Corone.
Leta 1783 je serija potresov po vsej Kalabriji povzročila okoli 50.000 smrtnih žrtev in veliko materialno škodo, tako da so bile številne stavbe v regiji po tem datumu obnovljene.
Konec 18. stoletja so oblast prevzeli Francozi in Napoleon Bonaparte je leta 1808 Neapeljsko kraljestvo podaril svojemu svaku Joachimu Muratu. Murat je nadzoroval kraljestvo do vrnitve Bourbonov leta 1815. Prebivalcev Kalabrije leta 1844 je bilo 1.074.558.
Kalabrija je doživela vrsto kmečkih uporov kot del evropskih revolucij leta 1848. To je postavilo temelje za morebitno združitev s preostalo Italijo leta 1861, ko je Giuseppe Garibaldi združil Neapeljsko kraljestvo. Združitev je orkestrirala Velika Britanija v poskusu nacionalizacije proizvodnje žvepla iz dveh vulkanov v Neaplju oziroma na Siciliji. Aspromonte je bil prizorišče znamenite bitke za združitev Italije. V poznem 19. ali začetku 20. stoletja je pianist in skladatelj Alfonso Rendano izumil Tretji pedal, ki je povečal interpretativne vire klavirja.

## Gospodarstvo
Zgodovinski umik prebivalstva iz javnega življenja je negativno vplival na razvoj že sicer skromnega kmetijstva. Ob zedinjenju Italije (1861) je bila dežela fevdalno urejena in novi zakoni, ki niso uvedli sanacijskih ukrepov, stanja niso spremenili. Šele v drugi polovici preteklega stoletja je drobljenje velikih posesti dovolilo privatne pobude in intenzivno kmetovanje, ki se povezuje s predelovalno živilsko industrijo. Glavni pridelki so žito, oljka, agrumi, vinska trta in kostanj. Tudi živinoreja je precej razvita. V gorskih krajih živina (govedo, prašiči in drobnica) ne pozna hlevov, ker se spomladi in jeseni seli na ugodnejše pašnike, in je torej le delno v domači reji. Pomemben je ribolov, predvsem na tuno in mečarico. Industrija je skromna.
Danes je glavna gospodarska panoga turizem. Izredne naravne lepote Kalabrije in bogata zgodovina, ki je razvidna iz neštetih arheoloških najdišč, so glavni vzroki za vedno večje turistično povpraševanje. V zadnjih desetletjih se je dežela tudi temu primerno odzvala z dobrimi gostinskimi storitvami.

### Načrtovana povezava s Sicilijo
O načrtih za most, ki bi povezal Sicilijo s Kalabrijo, se razpravlja že od leta 1865. V zadnjem desetletju so bili razviti načrti za cestno in železniško povezavo s celino prek najdaljšega visečega mostu na svetu, mostu čez Mesinski preliv. Načrtovanje projekta je v zadnjih nekaj desetletjih doživelo več napačnih začetkov. 6. marca 2009 je vlada Silvia Berlusconija izjavila, da se bodo gradbena dela za most Messina začela 23. decembra 2009, in napovedala obljubo v višini 1,3 milijarde evrov kot prispevek k skupnim stroškom mostu, ocenjenim na 6,1 milijarde evrov. Načrt so kritizirala okoljska združenja ter nekateri lokalni Sicilijanci in Kalabrijci, zaskrbljeni zaradi njegovega vpliva na okolje, ekonomske vzdržnosti in celo možnih infiltracij organiziranega kriminala.

### Turizem
Turizem v Kalabriji se je z leti povečal. Glavne turistične atrakcije so obala in gore. Obala se spreminja med razgibanimi pečinami in peščenimi plažami in je v primerjavi z drugimi evropskimi obmorskimi destinacijami redko prekinjena z razvojem. Morje v okolici Kalabrije je čisto in turistična namestitev je dobra. Pesnik Gabriele D'Annunzio je obalo, ki gleda na Sicilijo blizu Reggio Calabria, imenoval »... najlepši kilometer v Italiji« (il più bel chilometro d'Italia). Glavna gorska turistična atrakcija sta Aspromonte in La Sila z narodnim parkom in jezeri. Nekatere druge pomembne destinacije so:
- Reggio di Calabria je ob prelivu med celino in Sicilijo, največje in najstarejše mesto v Kalabriji iz 8. stoletja pr. n. št., znano po panoramski obali z botaničnimi vrtovi med secesijskimi stavbami in plažami ter po 3000-letni zgodovini z aragonskim gradom in Museo Nazionale della Magna Graecia, kjer hranijo Bronasta bojevnika (Bronzi di Riace).
- Cosenza, rojstno mesto znanstvenika in filozofa Bernardina Telesia ter sedež Cosentianske akademije, znano po kulturnih ustanovah, stari četrti, gradu Hohenstaufen, muzeju na prostem in romansko-gotski katedrali iz 11. stoletja. 12. oktobra 2011 je katedrala v Cosenzi prejela Unescov status svetovne dediščine kot "priča dediščine kulture miru".[150][151] To je prva nagrada, ki jo Unesco podeli regiji Kalabrija.
- Scila, na Tirenskem morju, 'biser' 'vijolične obale', ima čudovito panoramo in je kraj nekaterih Homerjevih zgodb.
- Tropea na obali Tirenskega morja je dom čudovite obmorske plaže in svetišča Santa Maria dell'Isola. Znana je tudi po sladki rdeči čebuli (proizvajajo jo predvsem v Ricadiju).
- Capo Vaticano, ob Tirenskem morju, je široko kopališče blizu Tropee.
- Gerace, blizu mesta Locri, je srednjeveško mesto z normanskim gradom in normansko stolnico.
- Squillace, obmorsko letovišče in pomembno arheološko najdišče. V bližini je Kasiodorjeva rojstna hiša.
- Stilo, rojstno mesto filozofa Tommasa Campanella, z normanskim gradom in bizantinsko cerkvijo Cattolica.
- Pizzo, na obali Tirenskega morja, znan po sladoledu Tartufo. Zanimivi kraji v Pizzu so Piazza Repubblica in aragonski grad, kjer je bil ustreljen Murat.
- Paola, mesto na obali Tirenskega morja, znano po rojstnem kraju sv. Frančiška Paolskega, zaščitnika Kalabrije in italijanskih mornarjev, ter po starem frančiškanskem svetišču, zgrajenem v zadnjih stotih letih srednjega veka po volji sv.
- Sibari, na jonski obali, vas v bližini arheološkega najdišča starodavnega mesta Sybaris, grške kolonije iz 8. stoletja pr. n. št.
- Lamezia Terme, glavno prometno središče regije z mednarodnim letališčem, ki jo povezuje s številnimi destinacijami v Evropi ter Kanado in Izraelom ter železniško postajo. Več je zgodovinskih znamenitosti mesta, kot so normansko-švabski grad, judovska zgodovinska četrt in Casa del Libro Antico (Hiša starodavne knjige), kjer so knjige od 16. do 19. stoletja ter stari globusi in reprodukcije starodavnih zemljevidov dobro ohranjeni in na voljo javnosti.
- Catanzaro, pomembno središče svile že od časa Bizantincev, je v središču najožje točke Italije, od koder sta vidna Jonsko in Tirensko morje, vendar ne iz Catanzara. Omeniti velja znani enoločni most (viadukt Morandi-Bisantis, eden najvišjih v Evropi), stolnico (prenovljeno po bombardiranju druge svetovne vojne), grad, promenado ob Jonskem morju, park biotske raznovrstnosti in arheološki park.
- Soverato ob Jonskem morju, znan tudi kot 'biser' Jonskega morja. Še posebej znan po svojih plažah, promenadi in nočnem življenju.
- Badolato pri Soveratu je dobro ohranjena srednjeveška vas na hribu s 13 cerkvami. Ob obletnici združitve Italije je bil izbran za eno izmed 1000 čudes Italije.
- Nicotera ob Tirenskem morju je majhno srednjeveško mesto s starodavnim Ruffovim gradom.
- Starodavni templji rimskih bogov na s soncem obsijanih gričih Catanzara še vedno stojijo, medtem ko so drugi pometeni pod zemljo. Vzdolž vzhodne obale potekajo številna izkopavanja, ki izkopavajo nekaj, kar se zdi starodavno grobišče.
- Samo, vasica ob vznožju Aspromonteja, je znana po izvirski vodi in ruševinah stare vasi, uničene v potresu v Messini leta 1908.
- Mammola, umetniško središče, turistično in gastronomsko, ima starodavno zgodovino. Staro mestno jedro s svojimi majhnimi hišami, povezanimi ena z drugo, starodavnimi cerkvami in plemiškimi palačami. Posebno zanimiv je muzejski park Santa Barbara, kraj umetnosti in kulturnih dogodkov številnih mednarodnih umetnikov in svetišče sv. Nikodema iz 10. stoletja v visokogorju Limina. Njegova gastronomija s Stocco, značilnim za Mammola, kuhanim na različne načine, drugi tipični izdelki so dimljena rikota in kozji sir, salama, poper in divji koromač, kruh pica (koruzni kruh) in pšenični kruh, pečen v peči na drva.
- Praia a Mare ob Tirenskem morju je znano turistično mesto, zahvaljujoč Isola di Dino in obmorski plaži.
- Spilinga je znana po pikantni svinjski pašteti 'Nduja.

Kalabrija privablja celoletni turizem, ponuja tako poletne kot zimske aktivnosti, poleg kulturne, zgodovinske in umetniške dediščine ima obilico zaščitenih naravnih habitatov in 'zelenih' con. Zaradi 485 mi (781 km) obale je Kalabrija poleti turistična destinacija. Nizek industrijski razvoj in pomanjkanje večjih mest na večjem delu ozemlja sta omogočila ohranitev avtohtonega morskega življenja.
Notranjost Kalabrije je poleg obalnih turističnih destinacij bogata z zgodovino, tradicijo, umetnostjo in kulturo. Cosenza je med najpomembnejšimi kulturnimi mesti Kalabrije z bogato zgodovinsko in umetniško dediščino. Srednjeveški gradovi, stolpi, cerkve, samostani in drugi francoski gradovi ter zgradbe od normanskega do aragonskega obdobja so običajni elementi tako v notranjosti kot na obali Kalabrije.
Gore ponujajo smučanje in druge zimske aktivnosti: Sila, Pollino in Aspromonte so trije nacionalni parki, ki ponujajo objekte za zimske športe, zlasti v mestih Camigliatello (občina Spezzano della Sila), Lorica (občina San Giovanni in Fiore), Gambarie.
Kalabrija ima veliko majhnih in slikovitih vasi, 15 izmed njih je izbral I Borghi più belli d'Italia (Najlepše vasi Italije), neprofitno zasebno združenje majhnih italijanskih mest močnega zgodovinskega in umetniškega pomena, ki je bilo ustanovljeno na pobudo Sveta za turizem pri Nacionalnem združenju italijanskih občin.

## Upravna delitev
Kalabrija je razdeljena na 5 (pet) pokrajin:
| Grb | Pokrajina       | občine | štev. prebivalcev (2017) | površina (km2) |
| --- | --------------- | ------ | ------------------------ | -------------- |
|     | Catanzaro       | 80     | 361.783                  | 2415,45        |
|     | Cosenza         | 150    | 710.189                  | 6709,75        |
|     | Crotone         | 27     | 174.890 (2019)           | 1735,68        |
|     | Reggio Calabria | 97     | 516.601                  | 3210,37        |
|     | Vibo Valentia   | 50     | 149.899                  | 1150,64        |
|     | Kalabrija       | 404    | 1.877.527 (2021)         | 15.221,90      |

| #  | Občina                | Pokrajina/Metropolitansko mesto | štev. prebivalcev (2019) | Površina (km²) |
| -- | --------------------- | ------------------------------- | ------------------------ | -------------- |
| 1  | Reggio Calabria       | Reggio Calabria                 | 170.567                  | 239,04         |
| 2  | Catanzaro             | Katanzaro                       | 84.415                   | 112,72         |
| 3  | Corigliano-Rossano    | Cosenza                         | 73.913                   | 346,56         |
| 4  | Lamezia Terme         | Catanzaro                       | 67.041                   | 162,43         |
| 5  | Cosenza               | Cosenza                         | 63.741                   | 37,86          |
| 6  | Crotone               | Crotone                         | 58.179                   | 179,83         |
| 7  | Rende                 | Cosenza                         | 36.462                   | 55,28          |
| 8  | Vibo Valentia         | Vibo Valentia                   | 31.032                   | 46,57          |
| 9  | Castrovillari         | Cosenza                         | 20.734                   | 130,64         |
| 10 | Montalto Uffugo       | Cosenza                         | 20.095                   | 76,67          |
| 11 | Gioia Tauro           | Reggio Calabriaa                | 19 184                   | 200,63         |
| 12 | Acri                  | Cosenza                         | 18.760                   | 200,63         |
| 13 | Palmi                 | Reggio Calabria                 | 18.024                   | 32,12          |
| 14 | Siderno               | Reggio Calabria                 | 17.562                   | 31,86          |
| 15 | Isola di Capo Rizzuto | Crotone                         | 17.424                   | 126,65         |
| 16 | Cassano all'Ionio     | Cosenza                         | 16.465                   | 159,07         |
| 17 | San Giovanni in Fiore | Cosenza                         | 15.825                   | 282,53         |
| 18 | Taurianova            | Reggio Calabria                 | 14.811                   | 48,55          |
| 19 | Paola                 | Cosenza                         | 14.690                   | 42,88          |
| 20 | Rosarno               | Reggio Calabria                 | 14.369                   | 39,56          |
| 21 | Amantea               | Cosenza                         | 13.837                   | 29,46          |
| 22 | Cirò Marina           | Crotone                         | 14.000                   | 41,68          |
| 23 | Villa San Giovanni    | Reggio Calabria                 | 12.714                   | 12,17          |
| 24 | Locri                 | Reggio Calabria                 | 11.855                   | 25,75          |
| 25 | Scalea                | Cosenza                         | 11.313                   | 22,56          |
| 26 | Melito di Porto Salvo | Reggio Calabria                 | 10.431                   | 35,41          |
| 27 | Polistena             | Reggio Calabria                 | 9885                     | 11,77          |
| 28 | Bisignano             | Cosenza                         | 9488                     | 86,20          |
| 29 | Cittanova             | Reggio Calabria                 | 9756                     | 61,98          |
| 30 | Crosia                | Cosenza                         | 9664                     | 21,10          |